# Synecdoche ocellata
Synecdoche ocellata är en insektsart som beskrevs av O'brien 1971. Synecdoche ocellata ingår i släktet Synecdoche och familjen vedstritar. Inga underarter finns listade i Catalogue of Life.